# 川のながれに
川のながれに（かわのながれに）は、2021年11月開催のなすしおばら映画祭にむけて同年10月下旬に制作された映画である。全編那須塩原市内で撮影された映画では初の長編となる。映画祭のクロージング作品として11月28日にプレミア公開された。クロージング上映だけではもったいないとクラウドファンディングで資金を集め2022年11月11日のフォーラム那須塩原を皮切りに全国公開された。

## あらすじ
塩原温泉郷を流れる箒川でスタンドアップパドルボード（SUP）のアウトドアガイドをしている君島賢司は母親を病気で亡くした。葬儀前にボードに横になって流れに身を任せているときに、橋の上でイラスト描いていた音葉が誤って落としたペンをキャッチする。音葉は受け取るため川岸までへ崖を降りていく途中によろけたので、賢治はとっさにダイジ？（栃木弁で大丈夫？という意味）と聞いたが、音葉はずっと使っているペンなのでと答えた。
ある日大橋に呼ばれた賢司は、大橋から「鮎は川で生まれ、海で育ち川へ戻ってくる。」と言われ、川で溺れた賢司を助けようとして自身も溺れて死亡したと聞かされた父親が現れたが、賢司は無言で立ち去った。
陵介が碧海のためにバーベキューを開催し、賢司や音葉も誘われて参加したが、そこへ翔一が現れた。溺れた賢司を助けようとしたところまでホントだったが、一命を助けられて箒川の先を見たくなり海まで行ってみて、更に先が見たくなり、家族で海を渡りたかったが澄江に反対されて離婚して渡ったと打ち明けた。
碧海と日菜実、それぞれから一緒に暮らそうと誘われた賢司。さらに音葉の知人の風見ともテーブルを囲み、自分自身も変わろうと思い、翔一と打ち解け、ブラジルへと帰る翔一に澄江の遺骨を託した。そして、碧海と日菜実、音葉を連れて箒川の源流へと向かった。

## キャスト
- 君島賢司：松本享恭 - アウトドアガイド
- 森音葉：前田亜季 - イラストレーターで最近塩原に移住した。川瀬巴水が描いた場所への道案内を頼む。
- 渡辺碧海：小柴カリン - 賢司の学生時代の恋人だったが別れて上京した。
- 八木沢日菜実：大原梓 - 温泉旅館の若女将、塩原を持ち上げる若者の会を立ち上げている。碧海を自己中女と呼ぶ。
- 槇原陵介：松本健太 - 一度は上京したが地元に戻って家業の農園を手伝っている。
- 飛田秋央：安居剣一郎
- 飛田冬子：林田麻里
- 大橋沙智代：森下ひさえ
- 君島澄江：伊藤弘子 - 賢司の母
- 響子：水野伶耶
- SUPツアー客：片岡優介
- SUPツアー客：工藤千紘
- SUPツアー客：齋藤舞佳
- 飛田春：君島花奈（子役）
- 消防団員：細田安規
- 消防団員：宇都野淳
- 消防団員：中村誠
- 大橋正路：三上市朗
- 風見：青木崇高（友情出演） - 自由気ままに海外を旅し、旅先で音葉と知り会った。
- 星翔一：音尾琢真（特別出演） - 賢司の父。ブラジルに移住しツアーガイドをしている。大橋とは連絡を取っていた。
- カフェの客：渡辺美知太郎（エキストラ出演）

## スタッフ
- プロデューサー：川岡大次郎
- 監督・脚本・編集：杉山嘉一
- 撮影：鳥居康剛
- 照明：岡村浩代
- 録音：浅田将助、黒田就平
- 美術：田中佑佳
- 衣装：鈴木里菜
- ヘアメイク：奥野展子
- イラスト・タイトルデザイン：加藤槙梨子
- 音楽監督・クラシックギター演奏：山下俊輔
- ヴァイオリン演奏：水野紗希
- 助監督：山田祐輔
- 制作：森田博之
- アクティングトレーナー演技事務：林田麻里
- スチール・Sallu
- 録音助手：若井幸博
- 助監督見習い：宇野拓
- ドローン撮影：中村誠
- ドローン助手：中村侑太郎
- 方言指導：安在ますみ、東泉秀幸
- SUPガイド：西口紀章、君島雅弘、君島つぎみ
- 山岳ガイド：廣江秋男
- 協力：塩原温泉旅館協同組合、塩原温泉観光協会
- 企画：クリアクト
- 製作／制作：株式会社コンセント、栃木県那須塩原市